# 60 gags de Boule et Bill no 1
Pour les articles homonymes, voir 60 gags de Boule et Bill.
60 gags de Boule et Bill N° 1 est le 1er album de la série de bande dessinée Boule et Bill de Jean Roba. L'ouvrage est publié en 1962.

## Historique
L'album est le premier recueil d'aventures de Boule et Bill à sortir au format album, aux éditions Dupuis.

En 1999, à l'occasion des 40 ans de la série, la collection a été refondue : les albums, qui comportaient auparavant 64, 56 ou 48 pages, sont uniformisés en 44 planches. Leur nombre passe ainsi de 21 à 24. Ainsi, les gags de 60 gags de Boule et Bill N° 1 sont repris dans les nouveaux albums n° 1 (Tel Boule, tel Bill) et n° 2 (Boule et Bill déboulent).

## Présentation de l'album
On retrouve dans l'album une famille « clichée » du début des années 1960, quand sort cet album. Chaque gag est titré par une citation et met en scène un monde bien rangé, où l'homme domine et s'occupe des enfants quand il n'est pas au bureau, où la femme (première apparition de la mère de Boule page 7 en infirmière) s'occupe des tâches ménagères (sort et nourrit le chien par exemple) et console ses enfants, dans un environnement bien douillet et plutôt aisé (pavillon, 2CV rouge, multiplication de jeux et jouets, pratiques sportives en tous genres…), dont les héros veulent sortir en y mettant le désordre, en y faisant des bêtises, souvent qualifiées de « gentilles ». Cette idéalisation est totalement assumée par l'auteur qui trouvait qu’« il y avait assez d’horreurs dans la vie pour ne pas en ajouter sur le papier. Boule & Bill était pour lui "un album photo plein d’images rigolotes et tendres", sans rien de piquant ou blessant.». Le principal fil rouge narratif de l'album, mais aussi de toute la série, est l'amitié entre Boule et Bill,.

## Personnages principaux
- Boule, jeune garçon maître de Bill,
- Bill, cocker roux susceptible et farceur.
- Caroline, tortue romantique amoureuse de Bill.
- Pouf, meilleur ami de Boule, qui entretient des rapports conflictuels avec Bill
- Les parents de Boule.

## Gags
| N°    | Citation de début de gag                                                                                                 | Personnages                                                                     | Objet du gag et/ou commentaire                                                                                        |
| ----- | --- | ------------------------------------------------------------------------------- | --- |
| /     | « Ô anniversaire, que nous puissions te célébrer souvent encore, de plus en plus heureux. » Tibulle                      | Boule, Bill, Papa, amis de Bill                                                 | Anniversaire pour chien.                                                                                              |
| /     | « Les belles plumes font les beaux oiseaux. » Proverbe latin                                                             | Boule, Bill, Papa, Pouf, copine de Boule                                        | Jeu Cow-boys et Indiens.                                                                                              |
| /     | « Il n'est point nécessaire d'espérer pour entreprendre, ou de réussir pour persévérer. » Guillaume le Taciturne         | Boule, Bill, Papa, amis de Boule                                                | Bain du chien. |
| /     | « L'oreille est le chemin du cœur. » C. Mauclair                                                                         | Boule, Bill, Papa, Pouf                                                         | Hélicoptère télé-commandé (depuis peu commercialisé en France).                                                       |
| 5     | « Le glaive de la Justice n’a pas de fourreau. » Joseph de Maistre                                                       | Boule, Bill, Pouf, copine de Boule, agent de police, Maman                      | Gaga autour du jokari avec une allusion à la police française en fin de page.                                         |
| 6     | « Panem et circenses. » Juvénal                                                                                          | Boule et Bill                                                                   | Jouets du chien et cerf-volant.                                                                                       |
| 7     | « L’architecture est jusqu’à un certain point l’expression de la civilisation d’un peuple. » Honoré de Balzac            | Boule, Bill, Papa, Maman                                                        | Repas du chien et Mecano (jouet de Boule et de son père nommé ici « Bricoli »).                                       |
| 8     | « … Et le temps qui peut tout emportera tes maux… » Leconte de Lisle                                                     | Boule et Bill                                                                   | Repas du chien. |
| 9     | « … Mais c’est plus beau que la peinture à l’eau ! » Chanson populaire                                                   | Boule, Bill, Papa                                                               | Bricolage. |
| 10    | « La paresse est un sépulcre où l’on s’enterre tout vivant. » de Bourdonné                                               | Bill, Papa, vétérinaire, Maman, Boule                                           | Obstination de Bill.                                                                                                  |
| 11    | « La beauté est une promesse de bonheur. » Stendhal                                                                      | Boule, Bill, Papa, Maman                                                        | Concours de beauté pour animaux.                                                                                      |
| 12    | « La langue est la meilleure et la pire des choses. » Esope                                                              | Boule, Bill, Papa, garçonnet au parc                                            | Promenade au parc. |
| 13    | « Lorsque l'enfant paraît, le cercle de famille… » Victor Hugo                                                           | Boule, Bill, Papa, Monsieur Linguot (patron du père)                            | Repas avec le patron de Papa.                                                                                         |
| 15    | « Une maison neuve est parfois comme un verre de lunette sans œil derrière... » Ingeborg Maria Sick                      | Boule, Bill, Papa, livreurs                                                     | Colis de l'oncle Oscar d'Afrique.                                                                                     |
| 16    | « L'habit souvent proclame l'homme. » Shakespeare                                                                        | Boule, Bill, Papa, copains de Boule                                             | Allusion au Marsupilami.                                                                                              |
| 17    | « Jamais l'exil n'a corrigé les rois. » Béranger                                                                         | Boule, Bill, Papa, livreurs                                                     | Fugue de Boule et Bill puis repas du chien.                                                                           |
| 18    | « Le sport est le seul moyen de conserver dans l'homme les qualités de l'homme primitif. » Jean Giraudoux                | Boule, Bill, Papa, Kid gong (boxeur)                                            | Boxe. |
| 19    | « Après le pain, l'éducation est le premier besoin d'un peuple. » Danton                                                 | Boule, Bill, Pouf, Monsieur l'instituteur                                       | Amener son chien à l'école.                                                                                           |
| 20    | « Dans l'enseignement des sciences, l'exemple vaut mieux que la théorie. » Newton                                        | Papa, Boule, Bill, Monsieur le directeur                                        | Amener son chien à l'école.                                                                                           |
| 21    | « Un trésor est caché dedans... » La Fontaine                                                                            | Papa, Boule, Bill, Monsieur le directeur                                        | Acheter le cadeau de son patron. Allusion à la chanson : Le Poinçonneur des Lilas de Serge Gainsbourg en fin de page. |
| 22    | « … Mais où sont les neiges d'antan ? … » Villon                                                                         | Papa, Boule, Bill, Maman                                                        | Bonnets. |
| 23    | « Ne foule pas la neige tombée auprès de ce palais ! » Poème japonais                                                    | Papa, Boule, Bill, Pouf                                                         | Activité « neige ».                                                                                                   |
| 14bis | « De la musique avant toute chose… » Verlaine                                                                            | Boule, Bill, Pouf                                                               | Chants de Noël. |
| 25    | « Nul ne possède d'autre droit que de toujours faire son devoir. » Auguste Comte                                         | Papa, Boule, Bill, Maman                                                        | Devoirs. |
| 26bis | « Il pleure dans mon cœur comme il pleut sur la ville... » Verlaine                                                      | Papa, Boule, Bill                                                               | Activités par temps pluvieux. Allusions à Kopa et Fontaine (joueurs de football).                                     |
| 27bis | « La lune se moque bien de l'aboiement des chiens. » Proverbe britannique                                                | Papa, Boule, Bill, Monsieur le directeur                                        | Acheter le cadeau de son patron.                                                                                      |
| 28bis | « Qui sert bien son pays n'a pas besoin d'aïeux. » Voltaire                                                              | Papa, Boule, Bill, gardien du parc, Jitterburg (aviateur militaire), État Major | Fusil « atomique » (à la base jouet de Boule).                                                                        |
| 29    | « Quand viennent les soucis, ils ne sont point simples espions, mais bataillons entiers. » Shakespeare                   | Pouf, Boule, Bill, les gens dans la rue                                         | Éducation canine. |
| 30    | « Il n'y a pas que le premier pas qui coûte. » Madame du Deffand                                                         | Papa, Boule, Bill, ouvrier                                                      | Éducation parents/enfants.                                                                                            |
| 31bis | « Parturiunt montes : nascetur ridiculus mus. » Horace                                                                   | Boule, Bill, Papa, boucher                                                      | Chasse à la taupe. |
| 32    | « Là-haut sur la montagne, l'était un vieux chalet... » Chant populaire                                                  | Boule, Bill, Papa, Pouf, Noisette, scouts                                       | Chanson "Là-haut sur la montagne".                                                                                    |
| 33bis | « Médecin, soigne-toi toi-même ! » Lucas                                                                                 | Boule, Bill, Papa, Maman, docteurs                                              | Piqûre pour Boule. |
| 34    | « Ce qui se conçoit bien s'énonce clairement. » Boileau                                                                  | Boule, Bill, Papa, Monsieur l'instituteur, copains de Boule                     | Boule ne sait pas faire sa rédaction.                                                                                 |
| 35    | « Ils ne mouraient pas tous, mais tous étaient frappés... » La Fontaine                                                  | Boule, Bill, Papa, Maman                                                        | Chasse à la mite. |
| 36    | « Il convient aux femmes de pleurer, aux hommes de réfléchir. » Tacite                                                   | Boule, Bill, petite fille, monsieur                                             | Petite fille perdue.                                                                                                  |
| 37    | « Le Visage Pâle a la langue fourchue. » Proverbe peau-rouge                                                             | Boule, Bill, Papa                                                               | Jeu Cow-boys et Indiens.                                                                                              |
| 38    | « O lac ! L'année à peine a fini sa carrière... » Lamartine                                                              | Boule, Bill, Papa                                                               | Promenade au lac. |
| 39    | « Pour les mêmes voies, on ne va pas toujours aux mêmes fins. » Abbé de Saint-Réal                                       | Boule, Bill, Pouf, vielle dame                                                  | Boule et Pouf font du stop.                                                                                           |
| 40    | « La Loi, l'unique Loi, farouche, inexorable... » Lesueur                                                                | Boule, Bill, Papa, agent de police                                              | Taxe du chien. |
| 41    | « Ce qui est une imitation de la nature ne peut être un défaut. » Lessing                                                | Boule, Bill, Papa                                                               | Photo d'animaux. |
| 42    | « La chasse est une image de la guerre. » Machiavel                                                                      | Boule, Bill, Papa                                                               | Photo d'animaux. |
| 43    | « On n'est jamais trop âgé pour s'instruire. » Benjamin Franklin                                                         | Boule, Bill, Papa, Pouf, jardinier                                              | Expérience scientifique.                                                                                              |
| 44    | « Les chiens aboient, la caravane passe.. » Proverbe oriental                                                            | Boule, Bill, Papa, Maman, monsieur                                              | Disque de la valse des patineurs.                                                                                     |
| 45    | « J'aime mieux une armée de cerfs commandée par un lion qu'une armée de lion commandée par un cerf. » Napoléon Bonaparte | Boule, Bill, Papa, soldats                                                      | Revue militaire. |
| 46    | « Sans enfants et sans chien, une maison est vide. » Proverbe flamand                                                    | Boule, Bill, Papa, Maman                                                        | Papa l'écraseur. |
| 47    | « A cheval donné, ne regarde point la bride. » Proverbe                                                                  | Boule, Bill, Papa, vendeur                                                      | Les grands magasins Superprifou                                                                                       |
| 48    | « Il voyage le mieux, qui sait quand revenir... » Middleton                                                              | Boule, Bill, Papa, Maman, agents de police                                      | Départ en vacances.                                                                                                   |
| 49    | « Ainsi, toujours poussés vers de nouveaux rivages... » Lamartine                                                        | Boule, Bill, Papa, baigneur                                                     | Canot pneumatique. |
| 50    | « Homme libre, toujours tu chériras la mer ! » Baudelaire                                                                | Boule, Bill, Papa, sauveteurs, gens sur la plage                                | Bill ne veut pas aller dans l'eau.                                                                                    |
| 51    | « O flots, que vous savez de lugubres histoires ! » Victor Hugo                                                          | Boule, Bill, Papa, Monsieur le Maire, gens sur la plage                         | Squelette de baleine.                                                                                                 |
| 52    | « L'absence ni le temps ne sont rien quand aime. » Musset                                                                | Boule, Bill, Papa, Pouf, Noisette                                               | Fin des vacances. |
| 53    | « Il ne convient pas d'apprendre à un vieux chien de nouveaux tours. » Proverbe anglais                                  | Boule, Bill, Papa, Maman                                                        | Tourniquet d'arrosage.                                                                                                |
| 54    | « Le silence est comme le sommeil, il rafraîchit la sagesse. » Francis Bacon                                             | Boule, Bill, Papa                                                               | Sifflet. |
| 55    | « Choisis toujours la voie qui semble la meilleure. » Pythagore                                                          | Boule, Bill, Papa, Maman                                                        | Carpette. |
| 56    | « Il est des gens qui n'embrassent que des ombres. » Shakespeare                                                         | Boule, Bill, Papa, Maman                                                        | Ombres sur le mur. |
| 57    | « Les animaux se repaissent, l'homme mange... » Brillat-Savarin                                                          | Boule, Bill, Papa, Maman, chef                                                  | Pique-nique. |
| 58    | « Tel père, tel fils ; tel maître, tel valet. » Proverbes                                                                | Boule, Bill, Papa, petit garçon, père du petit garçon                           | Disputes. |
| 59    | « Qui veut noyer son chien l'accuse de la rage. » Molière                                                                | Boule, Bill, Maman                                                              | La toilette. |
| 60    | « Les feuilles mortes se ramassent à la pelle... » Jacques Prévert                                                       | Boule, Bill, Papa, enfants                                                      | Ramassage des feuilles mortes.                                                                                        |
| 61    | « Les sanglots longs des violons de l'automne... » Verlaine                                                              | Boule, Bill, Papa, Maman, chasseur, docteurs                                    | Chasseur de chien. |

### Articles externes
- « Boule et Bill -1- 60 gags de Boule et Bill N° 1 », sur bedetheque.com.
- Boule et Bill - Tome 1 : Tel Boule, tel Bill sur dupuis.com (consulté le 13 mars 2022).
- Boule et Bill - Tome 2 : Boule et Bill déboulent sur dupuis.com (consulté le 13 mars 2022).